# Mavic (無人航空機)

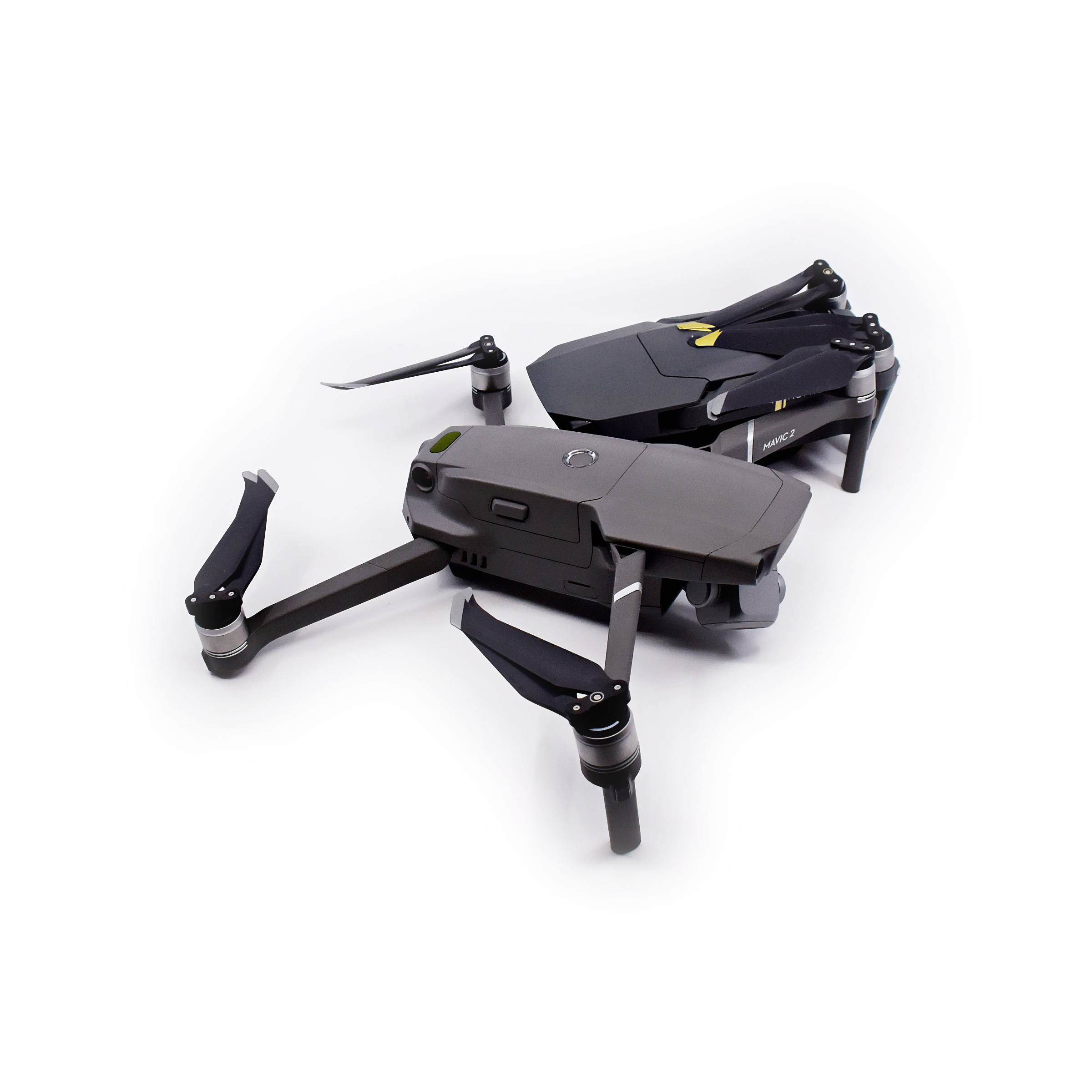
Mavic 2 Pro

Mavic（マヴィック、中国語: 御、拼音: Yù）はDJI が開発•製造•販売クアッドコプター型無人航空機（ドローン）である。遠隔操作が可能であり、空撮による写真撮影や、4Kでの動画撮影に用いることができる。またプロペラを支えるアームの折り畳みが可能で携帯性に優れることが特徴。

## Mavic シリーズ

### Mavic Pro
2016年に発表された初代Mavic機。約7km離れて操縦ができ、27分もの長時間飛行が可能。また4Kでの動画撮影ができるといった特徴がある。
2017年にはMavic Pro Plutinumが発表される。飛行時間が30分と長くなり、より静音で飛行できるようになった。

### Mavic Air
2018年に発表された、より小型のMavic。MavicPro同様に4K/30fpsでの動画撮影が可能であり、3軸ジンバルを備えることで安定した撮影が可能。SmartCapture機能や、前後・下の3方向の障害物検知システムを備える。最大飛行時間は21分。

### Mavic 2 Pro、Mavic 2 Zoom
2018年8月発表、DJI初の全方向障害物回避センサーを搭載したクアッドコプター型無人航空機。4K/30fpsの動画を撮影することができ、31分の飛行が可能。
Mavic 2 Zoomは、光学ズームセンサーを備え、最大2倍の光学ズーム撮影が可能。また、ズーム機能を活かしたドリーズームといった撮影が可能。
Mavic 2 Proは、ハッセルブラッドブランドのカメラを備える。

### Mavic mini
2019年10月発表、シリーズ最小、日本国内では200g以下のドローンとなった。小型にもかかわらず、3軸ジンバル付き2.7kカメラを搭載し、18分もの飛行を可能とする。

### Mavic Air 2

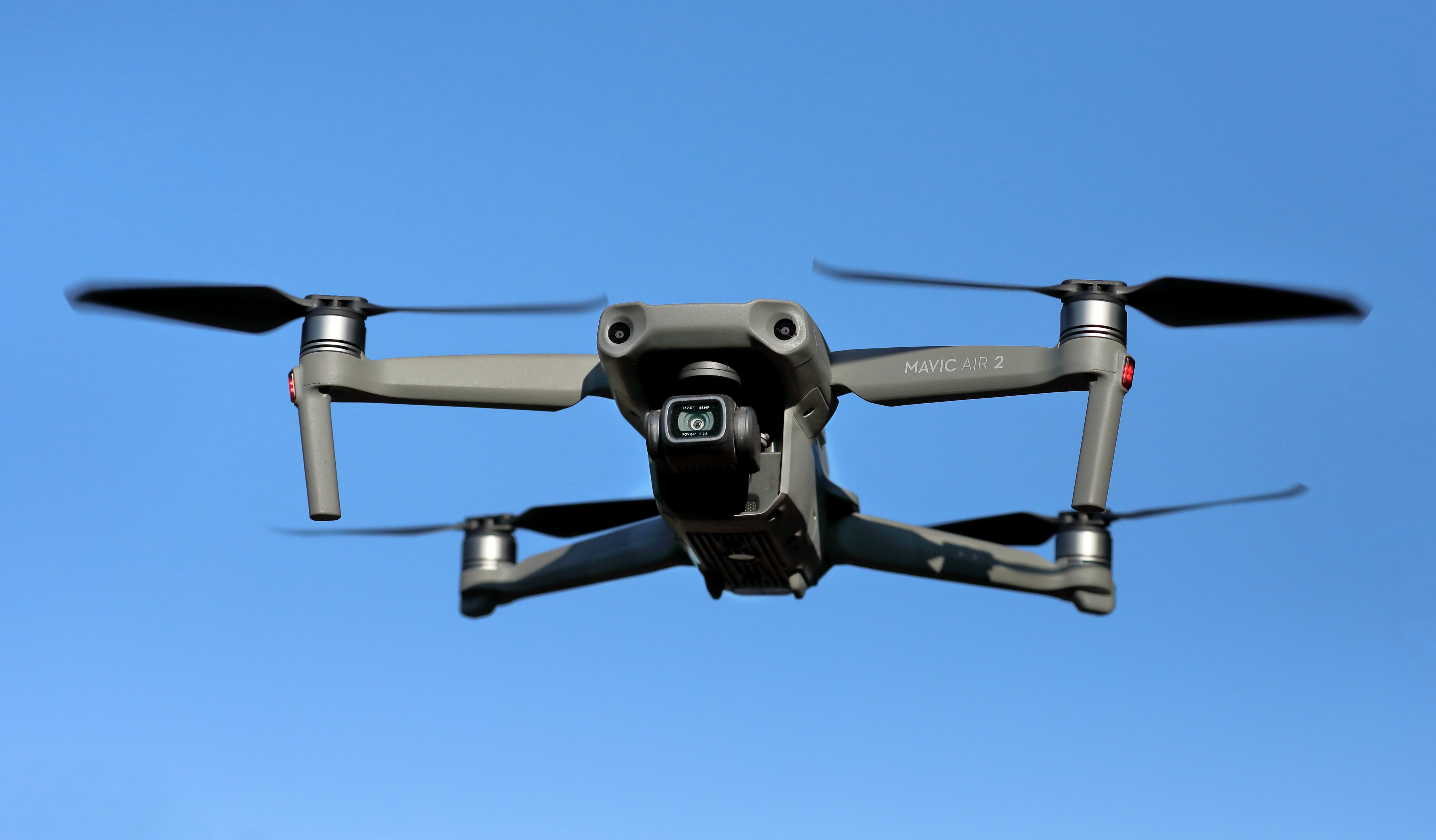
Mavic Air 2

2020年5月発表、Mavic Airでは弱点であった伝送方式がOcuSync2.0へと刷新され、安定したHD画像を6km離れても確認ができるようになった。カメラ解像度は48M、4K60fpsの動画を撮影可能。飛行時間はシリーズ最長の34分となる。

### Mavic 2 ENTERPRISE、Mavic 2 ENTERPRISE DUAL
2018年11月発表、Mavic2をベースに産業用として開発された。上部に拡張ポートをビーコンやスピーカー、ライトを搭載可能にした。また、バッテリーが自ら発熱し真冬でも安定したフライトができる。「DJI AirSense」に対応、ADS-Bの情報を取得し周辺を飛行している航空機の情報をDJI PILOT上に表示・警告できる。

### Mavic 3

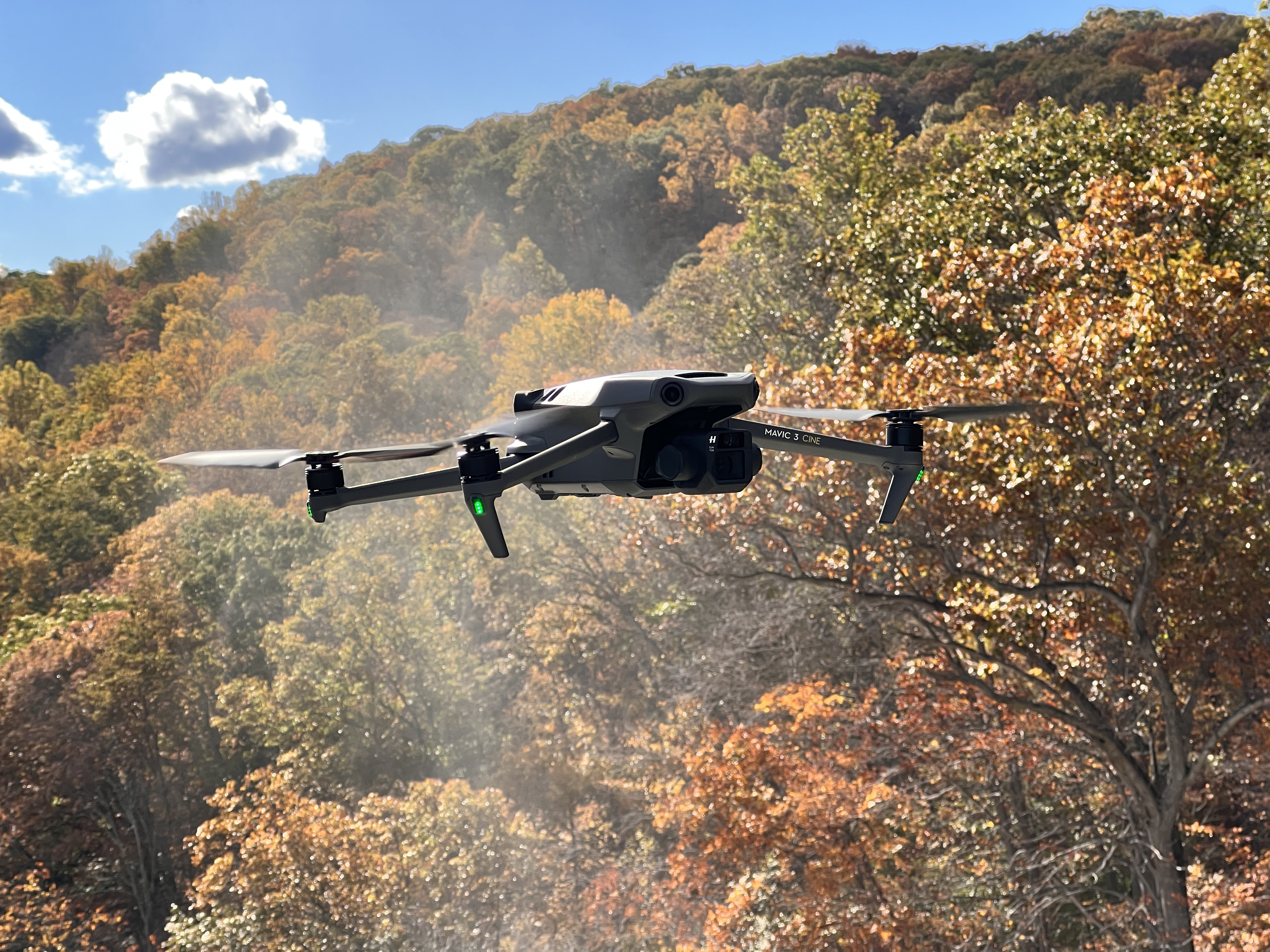
Mavic 3

2021年11月発表、DJI社初のデュアルカメラ（3軸ジンバル付き）を含む計8基のカメラを搭載し、上記同様に「DJI AirSense」にも対応している。